# Vuelta a Colombia
La Vuelta a Colombia es una competencia de ciclismo en ruta que se realiza en Colombia. La primera edición se corrió en 1951 y el primer campeón fue el colombiano Efraín Forero. Está clasificada como carrera 2.2 en el calendario UCI America Tour.

## Historia
La idea de la una Vuelta a Colombia venía gestándose desde 1940. Las noticias sobre las competencias europeas como el Tour de Francia o el Tour del Porvenir despertaron el entusiasmo en el país y algunas pruebas entre Tunja, y Bucaramanga, Medellín y Sonsón, por vías carreteables se hicieron frecuentes; pero un evento organizado no vino a concretarse hasta 1951.
Los periodistas de El Tiempo, Pablo Camacho Montoya y Jorge Enrique Buitrago "Miron", junto con Efraín Forero, Donald W. Raskin, Guillermo Pignalosa y Mario Martínez, le propusieron al jefe de redacción de El Tiempo, Enrique Santos Castillo, que su periódico auspiciara y organizara la primera Vuelta a Colombia. Efraín Forero le propuso hacer una carrera de prueba entre Bogotá y Manizales para demostrar la viabilidad de su propuesta. Hizo la prueba, convenció a El Tiempo, al cual se sumaron otras empresas como Avianca, Bavaria, Avisos Zeón y la Flota Mercante Grancolombiana y para el 11 de agosto de 1950 El Tiempo anunciaría por primera vez su realización seguido de un nuevo anuncio el 24 de noviembre de 1950 en el cual se concretó la cantidad definitiva de etapas a correr, así como la realización de la prueba para el mes de enero de 1951. De esta forma el 5 de enero de 1951 arrancaron de la avenida Jiménez de Bogotá 35 participantes que debían cubrir en diez etapas un recorrido de 1.233 kilómetros. De los 35 participantes iniciales treinta lograron culminar la prueba. El primer campeón fue Efraín Forero quien ganó siete de las diez etapas de la prueba; el trayecto de la primera edición fueron recorridos por Forero en 45 horas y 23 minutos, quien aventajó a Roberto Cano que llegó segundo luego de dos horas. La competencia fue exitosa y gracias a las emisiones radiales el país recibió durante quince días los detalles, transmitidos por la emisora Nueva Granada en la voz de Carlos Arturo Rueda, quien con su estilo peculiar le imprimía emoción a la carrera. Efraín Forero fue el primer campeón de la Vuelta a Colombia y Carlos Arturo Rueda lo bautizó como El Indomable Zipa.
Para la segunda edición se incrementó el número de etapas con aproximadamente 1670 km. Alrededor de sesenta ciclistas cruzaron la meta final. A raíz del éxito de la primera edición, hizo que al año siguiente, se invitara al campeón olímpico de ciclismo José Beyaert, quien ganó esta segunda versión, adaptándose fácilmente a las difíciles condiciones topográficas y climáticas del recorrido.
La tercera edición de la carrera tuvo 15 etapas y cubrió una distancia de 1750 km. Esta versión fue ganada por el colombiano Ramón Hoyos por amplio margen, triunfando en 8 de las 15 etapas del recorrido; a partir de ese año momento ejerció un dominio casi absoluto en las versiones siguientes 
La carrera se convirtió en un suceso a nivel nacional por lo cual diferentes mandatarios como el entonces presidente Gustavo Rojas Pinilla en 1954, quien le dio la partida para los 46 participantes. En 1959 el entonces presidente Alberto Lleras Camargo se encargó de largar la prueba en su novena versión que ganaría Rubén Darío Gómez acabando con la hegemonía de Ramón Hoyos.

### Décadas de 1960 y 1970
Para la década de 1960 el ciclismo era uno de los deportes más populares del país y acaparaba la atención de los medios de comunicación. La versión de 1962 fue una de las pruebas más competidas donde Roberto Buitrago se llevó el título con ocho segundos de diferencia sobre su inmediato seguidor, el favorito Martín Emilio "Cochise" Rodríguez. La vuelta mantuvo la atención de los aficionados hasta la última jornada cumplida entre La Dorada y Bogotá. El ascenso a La Tribuna fue disputadísimo y se pensaba que el primero que pasara por este punto sería el dueño de la tricolor, con la que se distinguía al líder, pero solo se definió en la pista de El Campín. El ganador de la etapa fue un español, Candelas Domínguez, que corrió por el Valle de Tenza. 
El reinado de "Cochise" comenzó en 1963 en una cerrada lucha con corredores como Rubén Darío Gómez, Javier Suárez y Carlos Montoya. Al año da muestras de todos sus atributos al coronarse campeón sacando más de una hora sobre Rubén Darío Gómez, además de obtener los títulos de la montaña y el de metas volantes. 
Hacia finales de la década de los 60, la rivalidad entre los distintos departamentos atrajo a la empresa privada, que comenzó a patrocinar y conformar sus propios equipos. Incursiona la radio con transmisiones en directo que fueron lideradas por "el campeón" Carlos Arturo Rueda por Caracol Radio y teniendo su contrapeso en RCN en la voz de Alberto Piedrahíta Pacheco que trajo los comentarios de Julio Arrastía, retirado ya de su trabajo de entrenador y director técnico y quien atrajo la atención del pueblo entero con las emociones y aventuras que deparaban en cada etapa de la vuelta.
Al comenzar la década de los 70, dos hechos marcan la celebración de los primeros veinte años de la competencia ciclística: Rafael Antonio Niño se convierte en el primer novato en coronarse campeón de la máxima prueba del ciclismo continental y en segundo lugar Cochise Rodríguez superó el récord de la hora para aficionados en Ciudad de México con una marca de 47.553 kilómetros.

### Auge de los escaladores

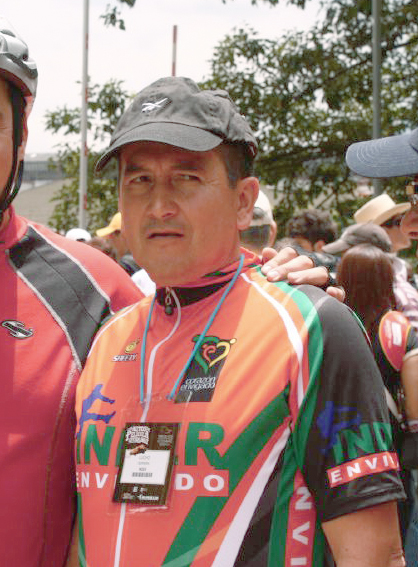
Luis Herrera ganó su primera Vuelta a Colombia en 1984 y en el mismo año se convirtió en el primer ciclista aficionado en ganar una etapa del Tour de Francia

Rafael Antonio Niño, apodado "el niño de Cucaita", mostraría ser el corredor más completo de la década imponiendo una marca que hasta hoy perdura: seis títulos. Surgen equipos importantes como Relojes Pierce, Singer, Postobón, Wrangler de Caribú, Aseguradora Suramericana, Telecom, y Café Águila Roja, entre otros. Otros ciclistas que obtuvieron triunfos en la década de 1970 fueron Álvaro Pachón, Miguel Samacá, José Patrocinio Jiménez y Alfonso Flórez. 
Con el quinto triunfo de Niño en 1978 se inició una nueva etapa, pues todos los equipos buscaron renovar no solo a los ciclistas sino también de patrocinadores. Aparecen así la Lotería de Boyacá, Perfumería Janeth, Leche la Gran Vía, Valjyn, Vinícola los Frailes, etc., que sería como el preámbulo a la mejor época del ciclismo colombiano en el mundo. 
En 1980, se comienza a gestar un proyecto que muy pronto se hizo realidad: conformar un equipo con los mejores pedalistas nacionales, patrocinado por una gran empresa y que representara a Colombia en Europa. El emprendedor Saulo Barrera fue el encargado de esta gran gestión, y fue quien presentó todo el proyecto a Pilas Varta que no dudó en adelantar las gestiones del caso. 
En 1983, el equipo de Pilas Varta se alzó con el título con Alfonso Flórez y enfrentó el mayor reto de participar en el Tour de Francia como único equipo aficionado invitado en toda la historia de la competencia. En 1984, Luis Herrera, llamado "El Jardinerito", con una demostración de su poderío en la montaña, se coronó por primera vez campeón de La Vuelta y ese mismo año se convirtió en el primer corredor aficionado en ganar una etapa en el Tour de Francia en el Alpe d'Huez. 
La incursión de los pedalistas colombianos terminaría perjudicando la Vuelta a Colombia pues al centrarse los objetivos en el Viejo Continente, los corredores de mejor nivel convertidos en profesionales empezaron a tomar la competencia como un trampolín para preparar las grandes vueltas. Por su parte, las empresas nacionales comenzaron a explorar los beneficios económicos y publicitarios de la vuelta. Así, mismo la corporación financiera Colmena compró los derechos de la vuelta a la Federación Colombiana de Ciclismo en principio por tres años, que se convirtieron en doce hasta 1996. 
La década de 1990 trajo también la renovación y en 1989 Oliverio Rincón repitió la hazaña de Niño al ganar la vuelta en calidad de novato, mientras Álvaro Mejía surgió como su mejor competidor y aliado para reemplazar a la dupla Herrera-Parra en Europa. 
La partida de las grandes figuras al Viejo Continente para correr en equipos europeos, propició el surgimiento de ciclistas de menor renombre que se hicieron protagonistas de la Vuelta a Colombia, comenzando por Gustavo Wilches, quien se llevó el trofeo en 1990.

### Declive
A partir de finales de la década de 1990, la Vuelta a Colombia inició un declive sostenido debido a varias razones: La falta de interés general por el apoyo al ciclismo, los altos costos de preparación y manejo de equipos, la desaparición del aficionado que se inclinó hacia otros deportes y el recorte de patrocinadores por los altos costos en formación de ciclistas. Por otra parte, el costo de formar un equipo profesional ha aumentado en los últimos años debido a las altas exigencias técnicas que ha establecido la Unión Ciclista Internacional, como por ejemplo el tipo de bicicletas que debe usarse. La ausencia de figuras colombianas en las grandes carreras internacionales (Vuelta a España, Giro de Italia y Tour de Francia), también repercutió en el declive de la Vuelta a Colombia, cuyos participantes y ganadores eran semidesconocidos para el público.
Muestra de la decadencia de la prueba es que, desde 2009, no participa ningún equipo internacional, convirtiéndose en una prueba amateur de categoría nacional que no cumple con los requisitos mínimos para ser parte del UCI America Tour, aunque lo fue entre las ediciones de 2005 y 2017. En las ediciones de 2010 y 2011, se enviaron invitaciones a equipos extranjeros sin resultados positivos. 
El hecho de no contar con participación de equipos extranjeros durante 2 años (la norma indica que tienen que ser al menos 5 equipos), hizo peligrar la categoría internacional que tenía la carrera, ya que la Federación Colombiana de Ciclismo fue sancionada por la UCI, no incluyendo en un principio a la Vuelta a Colombia en el UCI America Tour 2011-2012. Posteriormente, y tras gestiones del presidente de la Federación, Jorge Ovidio González, ante el presidente de la UCI, Patrick McQuaid, se logró que la prueba fuera insertada nuevamente en el calendario 2011-2012. En esa temporada se consiguió invitar a 5 equipos extranjeros, aunque 3 de ellos eran amateurs. Desde 2013, solo se ha conseguido la presencia intermitente entre 2 y 4 equipos extranjeros.
Así, una competencia que entre mediados de los años 80´s y mediados de los 90´s se consideraba la prueba ciclistica más importante de América, y una de las más importantes del mundo, ha sido sobrepasada por otras competencias continentales como el Tour de San Luis (extinto en 2016) y la Vuelta a San Juan, ambas pruebas de Argentina. Incluso, desde 2018 es superada en importancia a nivel nacional por el Tour Colombia, carrera del país que también es parte del calendario de la UCI categoría 2.1. 
Se espera que con el regreso de los ciclistas colombianos a la élite mundial tras los éxitos de ellos en el Giro de Italia, el Tour de Francia y la Vuelta a España, además de triunfos en otras competencias de renombre, e integrando grandes equipos del ciclismo mundial, la Vuelta a Colombia vuelva a ser objeto de interés por parte de patrocinadores y aficionados colombianos, buscando llamar de nuevo la atención de ciclistas internacionales.

## Palmarés
| Año | Ganador                  | Segundo                    | Tercero                    |
| --- | ------------------------ | -------------------------- | -------------------------- |
| 1951 | Efraín Forero            | Roberto Cano               | Pedro Nel Gil              |
| 1952 | José Beyaert             | Humberto Varisco           | Pedro Nel Gil              |
| 1953 | Ramón Hoyos              | José Beyaert               | Héctor Mesa Monsalve       |
| 1954 | Ramón Hoyos              | Justo Londoño              | Héctor Mesa Monsalve       |
| 1955 | Ramón Hoyos              | Honorio Rúa                | Reinaldo Medina            |
| 1956 | Ramón Hoyos              | Jorge Alfonso Luque        | Efraín Forero              |
| 1957 | José Gómez del Moral     | Efraín Forero              | Jorge Alfonso Luque        |
| 1958 | Ramón Hoyos              | Hernán Medina Calderón     | Honorio Rúa                |
| 1959 | Rubén Darío Gómez        | Hernán Medina Calderón     | Honorio Rúa                |
| 1960 | Hernán Medina Calderón   | Roberto Buitrago           | Rubén Darío Gómez          |
| 1961 | Rubén Darío Gómez        | Hernán Medina Calderón     | Roberto Buitrago           |
| 1962 | Roberto Buitrago         | Martín Emilio Rodríguez    | Javier Amado Suárez        |
| 1963 | Martín Emilio Rodríguez  | Rubén Darío Gómez          | Pablo Enrique Hernández    |
| 1964 | Martín Emilio Rodríguez  | Rubén Darío Gómez          | Pablo Enrique Hernández    |
| 1965 | Javier Amado Suárez      | Martín Emilio Rodríguez    | Rubén Darío Gómez          |
| 1966 | Martín Emilio Rodríguez  | Javier Amado Suárez        | Carlos Montoya Arias       |
| 1967 | Martín Emilio Rodríguez  | Javier Amado Suárez        | Álvaro Pachón              |
| 1968 | Pedro Julio Sánchez      | Javier Amado Suárez        | Fulgencio Sánchez          |
| 1969 | Pablo Enrique Hernández  | Martín Emilio Rodríguez    | Gustavo Rincón             |
| 1970 | Rafael Antonio Niño      | Gustavo Rincón             | Miguel Samacá              |
| 1971 | Álvaro Pachón            | Miguel Samacá              | Rafael Antonio Niño        |
| 1972 | Miguel Samacá            | Carlos Campaña             | Gonzalo Marín              |
| 1973 | Rafael Antonio Niño      | Miguel Samacá              | Álvaro Pachón              |
| 1974 | Miguel Samacá            | Norberto Cáceres           | Luis Hernán Díaz           |
| 1975 | Rafael Antonio Niño      | José Patrocinio Jiménez    | Carlos Julio Siachoque     |
| 1976 | José Patrocinio Jiménez  | Plinio Casas               | Arturo Matamoros           |
| 1977 | Rafael Antonio Niño      | José Patrocinio Jiménez    | Alfonso Flórez Ortiz       |
| 1978 | Rafael Antonio Niño      | Alfonso Flórez Ortiz       | Gonzalo Marín              |
| 1979 | Alfonso Flórez Ortiz     | Julio Alberto Rubiano      | José Patrocinio Jiménez    |
| 1980 | Rafael Antonio Niño      | Alfonso Flórez Ortiz       | José Patrocinio Jiménez    |
| 1981 | Fabio Parra              | Julio Alberto Rubiano      | Epifanio Arcila            |
| 1982 | Cristóbal Pérez          | Rafael Acevedo             | Israel Corredor            |
| 1983 | Alfonso Flórez Ortiz     | Lucho Herrera              | José Patrocinio Jiménez    |
| Se convierte en una prueba "Open" permitiendo la participación de ciclistas profesionales nacionales e internacionales |                          |                            |                            |
| 1984 | Lucho Herrera            | Pacho Rodríguez            | Fabio Parra                |
| 1985 | Lucho Herrera            | Fabio Parra                | Manuel Ignacio Gutiérrez   |
| 1986 | Lucho Herrera            | Omar Hernández             | Israel Corredor            |
| 1987 | Pablo Wilches            | Lucho Herrera              | Gustavo Wilches            |
| 1988 | Lucho Herrera            | Álvaro Mejía               | Pablo Wilches              |
| 1989 | Oliverio Rincón          | Fabio Parra                | Reynel Montoya             |
| 1990 | Gustavo Wilches          | Héctor Julio Patarroyo     | Pacho Rodríguez            |
| 1991 | Álvaro Sierra            | Óscar de Jesús Vargas      | Martín Farfán              |
| 1992 | Fabio Parra              | Luis Espinosa              | Luis Alberto González      |
| 1993 | Carlos Mario Jaramillo   | Édgar Humberto Ruiz        | Israel Ochoa               |
| 1994 | José Jaime González      | Álvaro Sierra              | Carlos Mario Jaramillo     |
| 1995 | José Jaime González      | Juan Diego Ramírez         | Álvaro Sierra              |
| 1996 | Miguel Sanabria          | Héctor Iván Palacio        | Luis Alberto González      |
| 1997 | José Castelblanco        | Jair Bernal                | Héctor Iván Palacio        |
| 1998 | José Castelblanco        | Iván Parra                 | Libardo Niño               |
| 1999 | Carlos Alberto Contreras | Alexis Rojas               | Félix Cárdenas             |
| 2000 | Héctor Iván Palacio      | Élder Herrera              | Héctor Castaño             |
| 2001 | Hernán Buenahora         | Juan Diego Ramírez         | Jairo Hernández Montoya    |
| 2002 | José Castelblanco        | Élder Herrera              | Libardo Niño               |
| 2003 | Libardo Niño             | Félix Cárdenas             | Álvaro Sierra              |
| 2004 | Libardo Niño             | Jairo Hernández Montoya    | Heberth Gutiérrez          |
| Entra a formar parte del calendario UCI America Tour bajo la categoría 2.2                                             |                          |                            |                            |
| 2005 | Libardo Niño             | Walter Pedraza             | Álvaro Sierra              |
| 2006 | José Castelblanco        | Daniel Rincón              | Álvaro Sierra              |
| 2007 | Santiago Botero          | Hernán Buenahora           | Israel Ochoa               |
| 2008 | Giovanni Báez            | Mauricio Ortega            | Alejandro Ramírez Calderón |
| 2009 | José Rujano              | Freddy Montaña             | César Salazar              |
| 2010 | Sergio Luis Henao        | José Rujano                | Francisco Colorado         |
| 2011 | Félix Cárdenas           | Giovanni Báez              | Freddy Montaña             |
| 2012 | Félix Cárdenas           | Alejandro Ramírez Calderón | Flober Peña                |
| 2013 | Óscar Sevilla            | Alex Cano                  | Mauricio Ortega            |
| 2014 | Óscar Sevilla            | Fernando Camargo           | Alexis Camacho             |
| 2015 | Óscar Sevilla            | Mauricio Ortega            | Luis Felipe Laverde        |
| 2016 | Mauricio Ortega          | Óscar Sevilla              | Alex Cano                  |
| 2017 | Aristóbulo Cala          | Alex Cano                  | Juan Pablo Suárez          |
| Sale del calendario UCI America Tour y pasa a ser una prueba de categoría nacional                                     |                          |                            |                            |
| 2018 | Jonathan Caicedo         | Juan Pablo Suárez          | Óscar Sevilla              |
| 2019 | Fabio Duarte             | Salvador Moreno Hernández  | Óscar Sevilla              |
| 2020 | Diego Camargo            | Óscar Sevilla              | Juan Pablo Suárez          |
| Entra a formar parte del calendario UCI America Tour bajo la categoría 2.2                                             |                          |                            |                            |
| 2021 | José Tito Hernández      | Alexander Gil              | Aristóbulo Cala            |
| 2022 | Fabio Duarte             | Hernando Bohórquez         | Julián Cardona             |
| 2023 | Rodrigo Contreras        | Wilson Peña Molano         | Aldemar Reyes Ortega       |
| 2024 | Rodrigo Contreras        | Diego Camargo              | Wilson Peña Molano         |
| 2025 | Rodrigo Contreras        | Diego Camargo              | Yeison Reyes               |

Notas:
- En la Vuelta a Colombia 1974 se declaró como ganador a Miguel Samacá ante la descalificación del ciclista Álvaro Pachón por uso de sustancias prohibidas. El tercer lugar quedó desierto.[16]
- En la Vuelta a Colombia 1991 se declaró como ganador a Álvaro Sierra ante la descalificación del ciclista Pablo Wilches luego de haber marcado positivo en el examen antidopaje por tercera vez en la temporada.[17]
- En la Vuelta a Colombia 2004 se declaró como ganador a Libardo Niño ante la descalificación del ciclista José Castelblanco por haber dado positivo por testosterona.[18]
- En la Vuelta a Colombia 2008 inicialmente el subcampeón de la prueba fue el ciclista Hernán Buenahora pero fue sancionado por 2 años por consumo de sustancias dopantes en dicha edición.[19]
- En la Vuelta a Colombia 2010 inicialmente el subcampeón de la prueba fue el ciclista Óscar Sevilla pero los resultados obtenidos por dicho ciclista en la edición 2010 y todos los obtenidos desde el 15 de agosto de 2010 hasta el 10 de septiembre de 2012 le fueron anulados debido a una sanción por dopaje.[20]

## Otras clasificaciones
| Año |
| --- |

## Palmarés por países
- Actualizado hasta 2025

| País      | Victorias | 2.º lugar | 3.º lugar | Total |
| --------- | --------- | --------- | --------- | ----- |
| Colombia  | 68        | 70        | 71        | 209   |
| España    | 4         | 2         | 3         | 9     |
| Francia   | 1         | 1         | 0         | 2     |
| Venezuela | 1         | 1         | 0         | 2     |
| Ecuador   | 1         | 0         | 0         | 1     |
| Argentina | 0         | 1         | 0         | 1     |

## Palmarés por departamentos de Colombia
- Actualizado hasta 2025

| Departamento | Victorias | Último vencedor                  |
| ------------ | --------- | -------------------------------- |
| Boyacá       | 28        | Miguel Ángel López en 2023       |
| Antioquia    | 17        | José Tito Hernández en 2021      |
| Cundinamarca | 12        | Rodrigo Contreras en 2025        |
| Santander    | 6         | Aristóbulo Cala en 2017          |
| Caldas       | 3         | Carlos Alberto Contreras en 1999 |
| Tolima       | 1         | Pedro Julio Sánchez en 1968      |
| Bogotá       | 1         | Álvaro Pachón en 1971            |

## Estadísticas

### Más victorias generales
- Actualizado hasta 2025

| Ciclista                | Victorias | Años                               |
| ----------------------- | --------- | ---------------------------------- |
| Rafael Antonio Niño     | 6         | 1970, 1973, 1975, 1977, 1978, 1980 |
| Ramón Hoyos             | 5         | 1953, 1954, 1955, 1956, 1958       |
| Martín Emilio Rodríguez | 4         | 1963, 1964, 1966, 1967             |
| Luis Herrera            | 4         | 1984, 1985, 1986, 1988             |
| José Castelblanco       | 4         | 1997, 1998, 2004, 2006             |
| Libardo Niño            | 3         | 2003, 2004, 2005                   |
| Óscar Sevilla           | 3         | 2013, 2014, 2015                   |
| Rodrigo Contreras       | 3         | 2023, 2024, 2025                   |
| Rubén Darío Gómez       | 2         | 1959, 1961                         |
| Miguel Samacá           | 2         | 1972, 1974                         |
| Alfonso Flórez          | 2         | 1979, 1983                         |
| Fabio Parra             | 2         | 1981, 1992                         |
| José Jaime González     | 2         | 1994, 1995                         |
| Félix Cárdenas          | 2         | 2011, 2012                         |
| Fabio Duarte            | 2         | 2019, 2022                         |

Nota: Ciclistas activos en negrilla

### Victorias de etapa por ciclista
- Actualizado hasta 2025

Estos son los ciclistas que han ganado ocho o más etapas:
| Ciclista                   | Etapas |
| -------------------------- | ------ |
| Martín "Cochise" Rodríguez | 39     |
| Ramón Hoyos Vallejo        | 38     |
| Rubén Darío Gómez          | 16     |
| Jaime Galeano Rúa          | 14     |
| Rafael Antonio Niño        | 13     |
| Hernán Buenahora           | 13     |

| Ciclista              | Etapas |
| --------------------- | ------ |
| Carlos Montoya Arias  | 12     |
| Luis Alberto Herrera  | 12     |
| Libardo Niño Corredor | 11     |
| Félix Cárdenas        | 11     |
| Efraín Forero         | 10     |
| José Beyaert          | 10     |

| Ciclista                | Etapas |
| ----------------------- | ------ |
| Javier Amado Suárez     | 10     |
| Óscar Sevilla           | 10     |
| Hernán Medina Calderón  | 9      |
| Miguel Samacá Hernández | 9      |
| Álvaro Pachón Morales   | 9      |
| Luis Hernán Díaz        | 9      |

| Ciclista                | Etapas |
| ----------------------- | ------ |
| Rúber Albeiro Marín     | 9      |
| Miguel Ángel López      | 9      |
| Pablo Enrique Hernández | 8      |
| José Jaime González     | 8      |
| José Castelblanco       | 8      |

### Victorias de etapa por países
- Actualizado hasta 2025

| País      | Etapas |
| --------- | ------ |
| Colombia  | 912    |
| España    | 57     |
| Venezuela | 16     |
| Francia   | 10     |
| Ecuador   | 8      |

| País            | Etapas |
| --------------- | ------ |
| Italia          | 8      |
| Unión Soviética | 7      |
| Argentina       | 6      |
| Cuba            | 5      |
| Uruguay         | 4      |

| País            | Etapas |
| --------------- | ------ |
| Lituania        | 4      |
| República Checa | 4      |
| Letonia         | 4      |
| México          | 3      |
| Estados Unidos  | 2      |

| País          | Etapas |
| ------------- | ------ |
| Guatemala     | 1      |
| Bélgica       | 1      |
| Austria       | 1      |
| Nueva Zelanda | 1      |
| Costa Rica    | 1      |

### Victorias de etapas por países y ediciones
- Actualizado hasta 2025

| Victorias de etapas por países y ediciones | Victorias de etapas por países y ediciones | Victorias de etapas por países y ediciones | Victorias de etapas por países y ediciones | Victorias de etapas por países y ediciones | Victorias de etapas por países y ediciones | Victorias de etapas por países y ediciones | Victorias de etapas por países y ediciones | Victorias de etapas por países y ediciones | Victorias de etapas por países y ediciones | Victorias de etapas por países y ediciones | Victorias de etapas por países y ediciones | Victorias de etapas por países y ediciones | Victorias de etapas por países y ediciones | Victorias de etapas por países y ediciones | Victorias de etapas por países y ediciones | Victorias de etapas por países y ediciones | Victorias de etapas por países y ediciones | Victorias de etapas por países y ediciones | Victorias de etapas por países y ediciones | Victorias de etapas por países y ediciones | Victorias de etapas por países y ediciones |
| ------------------------------------------ | ------------------------------------------ | ------------------------------------------ | ------------------------------------------ | ------------------------------------------ | ------------------------------------------ | ------------------------------------------ | ------------------------------------------ | ------------------------------------------ | ------------------------------------------ | ------------------------------------------ | ------------------------------------------ | ------------------------------------------ | ------------------------------------------ | ------------------------------------------ | ------------------------------------------ | ------------------------------------------ | ------------------------------------------ | ------------------------------------------ | ------------------------------------------ | ------------------------------------------ | ------------------------------------------ |
| Año                                        | Bandera de Colombia                        | Bandera de España                          | Bandera de Venezuela                       | Bandera de Francia                         | Bandera de Ecuador                         | Bandera de Italia                          | Bandera de la Unión Soviética              | Bandera de Argentina                       | Bandera de Cuba                            | Bandera de Uruguay                         | Bandera de Lituania                        | Bandera de República Checa                 | Bandera de Letonia                         | Bandera de México                          | Bandera de Estados Unidos                  | Bandera de Guatemala                       | Bandera de Bélgica                         | Bandera de Austria                         | Bandera de Nueva Zelanda                   | Bandera de Costa Rica                      | Total                                      |
| 1951                                       | 10                                         | -                                          | -                                          | -                                          | -                                          | -                                          | -                                          | -                                          | -                                          | -                                          | -                                          | -                                          | -                                          | -                                          | -                                          | -                                          | -                                          | -                                          | -                                          | -                                          | 10                                         |
| 1952                                       | 4                                          | -                                          | -                                          | 5                                          | -                                          | -                                          | -                                          | 4                                          | -                                          | -                                          | -                                          | -                                          | -                                          | -                                          | -                                          | -                                          | -                                          | -                                          | -                                          | -                                          | 13                                         |
| 1953                                       | 13                                         | -                                          | -                                          | 2                                          | -                                          | -                                          | -                                          | -                                          | -                                          | -                                          | -                                          | -                                          | -                                          | -                                          | -                                          | -                                          | -                                          | -                                          | -                                          | -                                          | 15                                         |
| 1954                                       | 15                                         | -                                          | -                                          | -                                          | -                                          | -                                          | -                                          | -                                          | -                                          | -                                          | -                                          | -                                          | -                                          | -                                          | -                                          | -                                          | -                                          | -                                          | -                                          | -                                          | 15                                         |
| 1955                                       | 15                                         | -                                          | -                                          | 3                                          | -                                          | -                                          | -                                          | -                                          | -                                          | -                                          | -                                          | -                                          | -                                          | 1                                          | -                                          | -                                          | -                                          | -                                          | -                                          | -                                          | 19                                         |
| 1956                                       | 16                                         | -                                          | -                                          | -                                          | -                                          | -                                          | -                                          | -                                          | -                                          | -                                          | -                                          | -                                          | -                                          | -                                          | -                                          | 1                                          | -                                          | -                                          | -                                          | -                                          | 17                                         |
| 1957                                       | 10                                         | 5                                          | -                                          | -                                          | -                                          | -                                          | -                                          | -                                          | -                                          | -                                          | -                                          | -                                          | -                                          | -                                          | -                                          | -                                          | -                                          | -                                          | -                                          | -                                          | 15                                         |
| 1958                                       | 14                                         | -                                          | -                                          | -                                          | -                                          | -                                          | -                                          | -                                          | -                                          | -                                          | -                                          | -                                          | -                                          | -                                          | -                                          | -                                          | -                                          | -                                          | -                                          | -                                          | 14                                         |
| 1959                                       | 15                                         | -                                          | -                                          | -                                          | -                                          | -                                          | -                                          | -                                          | -                                          | -                                          | -                                          | -                                          | -                                          | -                                          | -                                          | -                                          | -                                          | -                                          | -                                          | -                                          | 15                                         |
| 1960                                       | 12                                         | -                                          | -                                          | -                                          | -                                          | -                                          | -                                          | -                                          | -                                          | 3                                          | -                                          | -                                          | -                                          | -                                          | -                                          | -                                          | -                                          | -                                          | -                                          | -                                          | 15                                         |
| 1961                                       | 7                                          | 8                                          | -                                          | -                                          | -                                          | -                                          | -                                          | -                                          | -                                          | -                                          | -                                          | -                                          | -                                          | -                                          | -                                          | -                                          | -                                          | -                                          | -                                          | -                                          | 15                                         |
| 1962                                       | 12                                         | 3                                          | -                                          | -                                          | -                                          | -                                          | -                                          | -                                          | -                                          | -                                          | -                                          | -                                          | -                                          | -                                          | -                                          | -                                          | -                                          | -                                          | -                                          | -                                          | 15                                         |
| 1963                                       | 16                                         | -                                          | -                                          | -                                          | -                                          | -                                          | -                                          | -                                          | -                                          | -                                          | -                                          | -                                          | -                                          | -                                          | -                                          | -                                          | -                                          | -                                          | -                                          | -                                          | 16                                         |
| 1964                                       | 19                                         | -                                          | -                                          | -                                          | -                                          | -                                          | -                                          | -                                          | -                                          | -                                          | -                                          | -                                          | -                                          | -                                          | -                                          | -                                          | -                                          | -                                          | -                                          | -                                          | 19                                         |
| 1965                                       | 13                                         | 4                                          | -                                          | -                                          | -                                          | -                                          | -                                          | -                                          | -                                          | -                                          | -                                          | -                                          | -                                          | -                                          | -                                          | -                                          | -                                          | -                                          | -                                          | -                                          | 17                                         |
| 1966                                       | 16                                         | 2                                          | -                                          | -                                          | -                                          | -                                          | -                                          | -                                          | -                                          | -                                          | -                                          | -                                          | -                                          | -                                          | -                                          | -                                          | -                                          | -                                          | -                                          | -                                          | 18                                         |
| 1967                                       | 18                                         | 2                                          | -                                          | -                                          | -                                          | -                                          | -                                          | -                                          | -                                          | -                                          | -                                          | -                                          | -                                          | -                                          | -                                          | -                                          | -                                          | -                                          | -                                          | -                                          | 20                                         |
| 1968                                       | 14                                         | 2                                          | -                                          | -                                          | -                                          | 2                                          | -                                          | -                                          | -                                          | -                                          | -                                          | -                                          | -                                          | -                                          | -                                          | -                                          | -                                          | -                                          | -                                          | -                                          | 18                                         |
| 1969                                       | 11                                         | 5                                          | 2                                          | -                                          | -                                          | -                                          | -                                          | -                                          | -                                          | -                                          | -                                          | -                                          | -                                          | -                                          | -                                          | -                                          | -                                          | -                                          | -                                          | -                                          | 18                                         |
| 1970                                       | 10                                         | 2                                          | -                                          | -                                          | -                                          | 1                                          | -                                          | -                                          | -                                          | -                                          | -                                          | -                                          | -                                          | -                                          | -                                          | -                                          | -                                          | -                                          | -                                          | -                                          | 13                                         |
| 1971                                       | 13                                         | -                                          | -                                          | -                                          | -                                          | -                                          | -                                          | -                                          | -                                          | -                                          | -                                          | -                                          | -                                          | -                                          | -                                          | -                                          | -                                          | -                                          | -                                          | -                                          | 13                                         |
| 1972                                       | 12                                         | 1                                          | -                                          | -                                          | -                                          | -                                          | -                                          | -                                          | -                                          | -                                          | -                                          | -                                          | -                                          | -                                          | -                                          | -                                          | -                                          | -                                          | -                                          | -                                          | 13                                         |
| 1973                                       | 11                                         | 2                                          | -                                          | -                                          | -                                          | -                                          | -                                          | -                                          | -                                          | -                                          | -                                          | -                                          | -                                          | -                                          | -                                          | -                                          | -                                          | -                                          | -                                          | -                                          | 13                                         |
| 1974                                       | 12                                         | -                                          | -                                          | -                                          | -                                          | -                                          | -                                          | -                                          | -                                          | 1                                          | -                                          | -                                          | -                                          | -                                          | -                                          | -                                          | -                                          | -                                          | -                                          | -                                          | 13                                         |
| 1975                                       | 14                                         | -                                          | -                                          | -                                          | -                                          | -                                          | -                                          | -                                          | -                                          | -                                          | -                                          | -                                          | -                                          | -                                          | -                                          | -                                          | -                                          | -                                          | -                                          | -                                          | 14                                         |
| 1976                                       | 12                                         | -                                          | -                                          | -                                          | -                                          | -                                          | -                                          | -                                          | -                                          | -                                          | -                                          | 2                                          | -                                          | -                                          | -                                          | -                                          | -                                          | -                                          | -                                          | -                                          | 14                                         |
| 1977                                       | 13                                         | -                                          | -                                          | -                                          | -                                          | -                                          | -                                          | -                                          | -                                          | -                                          | -                                          | -                                          | -                                          | -                                          | -                                          | -                                          | -                                          | -                                          | -                                          | -                                          | 13                                         |
| 1978                                       | 13                                         | -                                          | -                                          | -                                          | -                                          | -                                          | -                                          | -                                          | -                                          | -                                          | -                                          | -                                          | -                                          | -                                          | -                                          | -                                          | -                                          | -                                          | -                                          | -                                          | 13                                         |
| 1979                                       | 11                                         | -                                          | -                                          | -                                          | -                                          | -                                          | -                                          | -                                          | 2                                          | -                                          | -                                          | -                                          | -                                          | -                                          | -                                          | -                                          | -                                          | -                                          | -                                          | -                                          | 13                                         |
| 1980                                       | 14                                         | -                                          | -                                          | -                                          | -                                          | -                                          | -                                          | -                                          | -                                          | -                                          | -                                          | -                                          | -                                          | -                                          | -                                          | -                                          | -                                          | -                                          | -                                          | -                                          | 14                                         |
| 1981                                       | 13                                         | -                                          | -                                          | -                                          | -                                          | -                                          | -                                          | -                                          | -                                          | -                                          | -                                          | 2                                          | -                                          | -                                          | -                                          | -                                          | -                                          | -                                          | -                                          | -                                          | 15                                         |
| 1982                                       | 13                                         | -                                          | -                                          | -                                          | -                                          | -                                          | -                                          | -                                          | -                                          | -                                          | -                                          | -                                          | -                                          | -                                          | -                                          | -                                          | -                                          | -                                          | -                                          | -                                          | 13                                         |
| 1983                                       | 14                                         | -                                          | -                                          | -                                          | -                                          | -                                          | -                                          | -                                          | -                                          | -                                          | -                                          | -                                          | -                                          | -                                          | -                                          | -                                          | -                                          | -                                          | -                                          | -                                          | 14                                         |
| 1984                                       | 13                                         | -                                          | -                                          | -                                          | -                                          | -                                          | -                                          | -                                          | -                                          | -                                          | -                                          | -                                          | -                                          | -                                          | -                                          | -                                          | 1                                          | -                                          | -                                          | -                                          | 14                                         |
| 1985                                       | 9                                          | 4                                          | -                                          | -                                          | -                                          | -                                          | -                                          | -                                          | -                                          | -                                          | -                                          | -                                          | -                                          | -                                          | -                                          | -                                          | -                                          | -                                          | -                                          | -                                          | 13                                         |
| 1986                                       | 10                                         | 1                                          | -                                          | -                                          | -                                          | -                                          | 2                                          | -                                          | -                                          | -                                          | -                                          | -                                          | -                                          | -                                          | -                                          | -                                          | -                                          | -                                          | -                                          | -                                          | 13                                         |
| 1987                                       | 9                                          | 1                                          | -                                          | -                                          | -                                          | -                                          | 3                                          | -                                          | -                                          | -                                          | -                                          | -                                          | -                                          | -                                          | -                                          | -                                          | -                                          | -                                          | -                                          | -                                          | 13                                         |
| 1988                                       | 13                                         | -                                          | -                                          | -                                          | -                                          | -                                          | -                                          | -                                          | -                                          | -                                          | -                                          | -                                          | -                                          | -                                          | -                                          | -                                          | -                                          | -                                          | -                                          | -                                          | 13                                         |
| 1989                                       | 12                                         | -                                          | -                                          | -                                          | -                                          | -                                          | -                                          | -                                          | -                                          | -                                          | -                                          | -                                          | -                                          | -                                          | 1                                          | -                                          | -                                          | -                                          | -                                          | -                                          | 13                                         |
| 1990                                       | 12                                         | -                                          | -                                          | -                                          | -                                          | -                                          | 2                                          | -                                          | -                                          | -                                          | -                                          | -                                          | -                                          | -                                          | -                                          | -                                          | -                                          | -                                          | -                                          | -                                          | 14                                         |
| 1991                                       | 8                                          | 1                                          | -                                          | -                                          | -                                          | -                                          | -                                          | -                                          | -                                          | -                                          | 4                                          | -                                          | -                                          | -                                          | -                                          | -                                          | -                                          | -                                          | -                                          | -                                          | 13                                         |
| 1992                                       | 11                                         | -                                          | -                                          | -                                          | -                                          | 2                                          | -                                          | -                                          | -                                          | -                                          | -                                          | -                                          | -                                          | -                                          | -                                          | -                                          | -                                          | -                                          | -                                          | -                                          | 13                                         |
| 1993                                       | 15                                         | -                                          | -                                          | -                                          | 1                                          | -                                          | -                                          | -                                          | -                                          | -                                          | -                                          | -                                          | -                                          | -                                          | -                                          | -                                          | -                                          | -                                          | -                                          | -                                          | 16                                         |
| 1994                                       | 13                                         | -                                          | -                                          | -                                          | -                                          | -                                          | -                                          | -                                          | -                                          | -                                          | -                                          | -                                          | -                                          | -                                          | -                                          | -                                          | -                                          | -                                          | -                                          | -                                          | 13                                         |
| 1995                                       | 12                                         | -                                          | -                                          | -                                          | 2                                          | -                                          | -                                          | -                                          | -                                          | -                                          | -                                          | -                                          | -                                          | -                                          | -                                          | -                                          | -                                          | -                                          | -                                          | -                                          | 14                                         |
| 1996                                       | 14                                         | 1                                          | -                                          | -                                          | -                                          | -                                          | -                                          | -                                          | -                                          | -                                          | -                                          | -                                          | -                                          | -                                          | -                                          | -                                          | -                                          | -                                          | -                                          | -                                          | 15                                         |
| 1997                                       | 14                                         | -                                          | -                                          | -                                          | -                                          | -                                          | -                                          | -                                          | -                                          | -                                          | -                                          | -                                          | -                                          | -                                          | -                                          | -                                          | -                                          | -                                          | -                                          | -                                          | 14                                         |
| 1998                                       | 13                                         | 2                                          | -                                          | -                                          | -                                          | -                                          | -                                          | -                                          | -                                          | -                                          | -                                          | -                                          | -                                          | -                                          | -                                          | -                                          | -                                          | 1                                          | -                                          | -                                          | 16                                         |
| 1999                                       | 14                                         | 1                                          | -                                          | -                                          | -                                          | -                                          | -                                          | -                                          | -                                          | -                                          | -                                          | -                                          | -                                          | -                                          | -                                          | -                                          | -                                          | -                                          | -                                          | -                                          | 15                                         |
| 2000                                       | 10                                         | -                                          | -                                          | -                                          | -                                          | -                                          | -                                          | -                                          | 2                                          | -                                          | -                                          | -                                          | 4                                          | -                                          | -                                          | -                                          | -                                          | -                                          | -                                          | -                                          | 16                                         |
| 2001                                       | 16                                         | -                                          | -                                          | -                                          | -                                          | -                                          | -                                          | -                                          | -                                          | -                                          | -                                          | -                                          | -                                          | -                                          | -                                          | -                                          | -                                          | -                                          | -                                          | -                                          | 16                                         |
| 2002                                       | 15                                         | -                                          | -                                          | -                                          | -                                          | -                                          | -                                          | -                                          | -                                          | -                                          | -                                          | -                                          | -                                          | -                                          | -                                          | -                                          | -                                          | -                                          | -                                          | -                                          | 15                                         |
| 2003                                       | 13                                         | -                                          | -                                          | -                                          | -                                          | -                                          | -                                          | -                                          | 1                                          | -                                          | -                                          | -                                          | -                                          | -                                          | -                                          | -                                          | -                                          | -                                          | -                                          | -                                          | 14                                         |
| 2004                                       | 15                                         | -                                          | -                                          | -                                          | -                                          | -                                          | -                                          | -                                          | -                                          | -                                          | -                                          | -                                          | -                                          | -                                          | -                                          | -                                          | -                                          | -                                          | -                                          | -                                          | 15                                         |
| 2005                                       | 14                                         | -                                          | 1                                          | -                                          | -                                          | -                                          | -                                          | -                                          | -                                          | -                                          | -                                          | -                                          | -                                          | -                                          | -                                          | -                                          | -                                          | -                                          | -                                          | -                                          | 15                                         |
| 2006                                       | 14                                         | -                                          | 1                                          | -                                          | -                                          | -                                          | -                                          | -                                          | -                                          | -                                          | -                                          | -                                          | -                                          | -                                          | -                                          | -                                          | -                                          | -                                          | -                                          | -                                          | 15                                         |
| 2007                                       | 11                                         | -                                          | 3                                          | -                                          | -                                          | -                                          | -                                          | -                                          | -                                          | -                                          | -                                          | -                                          | -                                          | 1                                          | -                                          | -                                          | -                                          | -                                          | -                                          | -                                          | 15                                         |
| 2008                                       | 11                                         | 1                                          | 3                                          | -                                          | -                                          | -                                          | -                                          | -                                          | -                                          | -                                          | -                                          | -                                          | -                                          | -                                          | -                                          | -                                          | -                                          | -                                          | -                                          | -                                          | 15                                         |
| 2009                                       | 8                                          | -                                          | 5                                          | -                                          | -                                          | -                                          | -                                          | -                                          | -                                          | -                                          | -                                          | -                                          | -                                          | -                                          | -                                          | -                                          | -                                          | -                                          | 1                                          | -                                          | 14                                         |
| 2010                                       | 13                                         | -                                          | 1                                          | -                                          | -                                          | -                                          | -                                          | -                                          | -                                          | -                                          | -                                          | -                                          | -                                          | -                                          | -                                          | -                                          | -                                          | -                                          | -                                          | -                                          | 14                                         |
| 2011                                       | 13                                         | -                                          | -                                          | -                                          | 2                                          | -                                          | -                                          | -                                          | -                                          | -                                          | -                                          | -                                          | -                                          | -                                          | -                                          | -                                          | -                                          | -                                          | -                                          | -                                          | 15                                         |
| 2012                                       | 9                                          | -                                          | -                                          | -                                          | 1                                          | 2                                          | -                                          | -                                          | -                                          | -                                          | -                                          | -                                          | -                                          | -                                          | -                                          | -                                          | -                                          | -                                          | -                                          | -                                          | 12                                         |
| 2013                                       | 11                                         | 1                                          | -                                          | -                                          | 2                                          | -                                          | -                                          | -                                          | -                                          | -                                          | -                                          | -                                          | -                                          | -                                          | -                                          | -                                          | -                                          | -                                          | -                                          | -                                          | 14                                         |
| 2014                                       | 9                                          | 1                                          | -                                          | -                                          | -                                          | 1                                          | -                                          | -                                          | -                                          | -                                          | -                                          | -                                          | -                                          | -                                          | -                                          | -                                          | -                                          | -                                          | -                                          | -                                          | 11                                         |
| 2015                                       | 10                                         | 2                                          | -                                          | -                                          | -                                          | -                                          | -                                          | -                                          | -                                          | -                                          | -                                          | -                                          | -                                          | -                                          | -                                          | -                                          | -                                          | -                                          | -                                          | 1                                          | 13                                         |
| 2016                                       | 10                                         | 1                                          | -                                          | -                                          | -                                          | -                                          | -                                          | 2                                          | -                                          | -                                          | -                                          | -                                          | -                                          | -                                          | -                                          | -                                          | -                                          | -                                          | -                                          | -                                          | 13                                         |
| 2017                                       | 11                                         | -                                          | -                                          | -                                          | -                                          | -                                          | -                                          | -                                          | -                                          | -                                          | -                                          | -                                          | -                                          | -                                          | 1                                          | -                                          | -                                          | -                                          | -                                          | -                                          | 12                                         |
| 2018                                       | 14                                         | -                                          | -                                          | -                                          | -                                          | -                                          | -                                          | -                                          | -                                          | -                                          | -                                          | -                                          | -                                          | -                                          | -                                          | -                                          | -                                          | -                                          | -                                          | -                                          | 14                                         |
| 2019                                       | 12                                         | 2                                          | -                                          | -                                          | -                                          | -                                          | -                                          | -                                          | -                                          | -                                          | -                                          | -                                          | -                                          | -                                          | -                                          | -                                          | -                                          | -                                          | -                                          | -                                          | 14                                         |
| 2020                                       | 9                                          | 1                                          | -                                          | -                                          | -                                          | -                                          | -                                          | -                                          | -                                          | -                                          | -                                          | -                                          | -                                          | -                                          | -                                          | -                                          | -                                          | -                                          | -                                          | -                                          | 10                                         |
| 2021                                       | 9                                          | 1                                          | -                                          | -                                          | -                                          | -                                          | -                                          | -                                          | -                                          | -                                          | -                                          | -                                          | -                                          | -                                          | -                                          | -                                          | -                                          | -                                          | -                                          | -                                          | 10                                         |
| 2022                                       | 9                                          | -                                          | -                                          | -                                          | -                                          | -                                          | -                                          | -                                          | -                                          | -                                          | -                                          | -                                          | -                                          | 1                                          | -                                          | -                                          | -                                          | -                                          | -                                          | -                                          | 10                                         |
| 2023                                       | 10                                         | -                                          | -                                          | -                                          | -                                          | -                                          | -                                          | -                                          | -                                          | -                                          | -                                          | -                                          | -                                          | -                                          | -                                          | -                                          | -                                          | -                                          | -                                          | -                                          | 10                                         |
| 2024                                       | 10                                         | -                                          | -                                          | -                                          | -                                          | -                                          | -                                          | -                                          | -                                          | -                                          | -                                          | -                                          | -                                          | -                                          | -                                          | -                                          | -                                          | -                                          | -                                          | -                                          | 10                                         |
| 2025                                       | 9                                          | -                                          | -                                          | -                                          | -                                          | -                                          | -                                          | -                                          | -                                          | -                                          | -                                          | -                                          | -                                          | -                                          | -                                          | -                                          | -                                          | -                                          | -                                          | -                                          | 9                                          |
| Total                                      | 912                                        | 57                                         | 16                                         | 10                                         | 8                                          | 8                                          | 7                                          | 6                                          | 5                                          | 4                                          | 4                                          | 4                                          | 4                                          | 3                                          | 2                                          | 1                                          | 1                                          | 1                                          | 1                                          | 1                                          | 1056                                       |
| Año                                        | Bandera de Colombia                        | Bandera de España                          | Bandera de Venezuela                       | Bandera de Francia                         | Bandera de Ecuador                         | Bandera de Italia                          | Bandera de la Unión Soviética              | Bandera de Argentina                       | Bandera de Cuba                            | Bandera de Uruguay                         | Bandera de Lituania                        | Bandera de República Checa                 | Bandera de Letonia                         | Bandera de México                          | Bandera de Estados Unidos                  | Bandera de Guatemala                       | Bandera de Bélgica                         | Bandera de Austria                         | Bandera de Nueva Zelanda                   | Bandera de Costa Rica                      | Total                                      |

### Otros datos
- Más días vestido de líder:
  - Martín Emilio Rodríguez llevó la camiseta de líder de la Vuelta por 64 días durante las ediciones 1963, 1964, 1965, 1966 y 1967.

- Más victorias de etapa en una misma edición:
  - Ramón Hoyos Vallejo en 1955 consiguió 12 victorias de etapa de un total de 19 disputadas.
  - Martín Emilio Rodríguez en 1964 consiguió 9 victorias de etapa de un total de 19 disputadas.
  - Miguel Ángel López en 2023 consiguió 9 victorias de etapa de un total de 10 disputadas.

- Más victorias de etapa ganadas de manera consecutiva:
  - Miguel Ángel López en 2023 consiguió de manera consecutiva ganar 7 etapas (de la 3 a la 9. En total ganó 9 de las 10 etapas disputadas en aquella edición).
  - Ramón Hoyos Vallejo en 1955 consiguió de manera consecutiva ganar 6 etapas (de la 1 a la 6. En total ganó 12 de las 19 etapas disputadas en aquella edición).

- Más victorias en la clasificación de los premios de montaña:
  - Rafael Antonio Niño ganó en 5 oportunidades la clasificación de los premios de montaña en las ediciones 1970, 1972, 1973, 1975 y 1977.

- Más victorias en la clasificación de las metas volantes:
  - Oliverio Cárdenas ganó en 5 oportunidades la clasificación de las metas volantes en las ediciones 1980, 1982, 1983, 1984 y 1985.

- Mayor número de años transcurridos entre victorias:
  - Fabio Parra ganó su primera Vuelta en 1981 y su segunda y última Vuelta once años después, en 1992.

- Mayor diferencia de tiempo entre el ganador y el segundo clasificado:
  - 2 horas, 19 minutos y 48 segundos de Efraín Forero sobre Roberto Cano en la primera edición en 1951.

- Menor diferencia entre el ganador y el segundo clasificado:
  - Un segundo de Álvaro Sierra sobre Óscar de Jesús Vargas en 1991.
  - Un segundo de Óscar Sevilla sobre Fernando Camargo en 2014.

- Ganador más joven:
  - Rubén Darío Gómez ganador en 1959 a la edad de 19 años, 3 meses y 2 días.

- Ganador con más edad:
  - Óscar Sevilla ganador en 2015 a la edad de 38 años, 10 meses y 16 días.

- Ganadores liderando la carrera de principio a fin:
  - Efraín Forero en 1951
  - Ramón Hoyos Vallejo en 1955
  - Álvaro Pachón en 1971
  - Miguel Ángel López en 2023
  - Rodrigo Contreras en 2024

- Edición más corta:
  - La edición de menor cantidad de etapas y simultáneamente de menor distancia recorrida fue la primera edición en 1951 con un total de 10 etapas y 1150 km, calculados como la suma de la distancia de cada etapa o 1157 km según su presentación oficial.

- Edición más larga:
  - La edición de mayor cantidad de etapas y simultáneamente de mayor distancia recorrida fue la Vuelta a Colombia 1967 con un total de 20 etapas y sobre una distancia total de 2611 km.

## Transmisión
- Canal RCN
- Win Sports
- Señal Colombia